# Anna Brandt (Autorin)
Anna Brandt (* 1933 in Collinghorst; † 1. März 2024 in Rhauderfehn) war eine deutsche Mundartautorin, die Kurzprosa und Lyrik in Niederdeutsch verfasste.

## Leben
Anna Brandt wurde 1933 in Collinghorst geboren und war als Hauswirtschaftslehrerin tätig. Ihr Sohn Gerd Brandt ist Gründer, Songschreiber und Sänger der Folk-Formation Laway, die sich vor allem um die plattdeutsche Mundart verdient gemacht hat.
Brandt ist Verfasserin mehrerer plattdeutscher Werke und Texte und war Mitglied der Jury des Plattdeutschen Lesewettbewerbs der Ostfriesischen Landschaft. Sie lebte in Rhauderfehn, wo sie am 1. März 2024 im Alter von 90 Jahren verstarb.

## Veröffentlichungen
- Anna Brandt: Een Dör gung open plattdeutsche Kurzgeschichten. 1991, ISBN 978-3-928245-07-4.
- Anna Brandt: An't Fenster: Kurzgeschichten. 1990, ISBN 978-3-928245-07-4.
- Unser Weihnachtsbuch hochdeutsche und plattdeutsche Kurzgeschichten. 1993, ISBN 978-3-928245-23-4.
- Landesfunkhaus Niedersachsen in Zusammenarbeit mit dem Ohnsorg-Theater hrsg. vom Norddeutschen Rundfunk: Ferientiet 25 plattdeutsche Feriengeschichten. Hamburg 1991, ISBN 978-3-87651-134-4.
- Carl Scholz, De Spieker: Dwarsdör dat Schriverkringbook II. Bad Zwischenahn 1993, ISBN 3-928105-05-1.
- Unser Weihnachtsbuch hochdeutsche und plattdeutsche Erzählungen. 1994, ISBN 978-3-928245-32-6.
- Johanne Agena, Arbeitskreis Ostfriesischer Autorinnen und Autoren: Gezeitenwende ostfriesische Literatur der 90er Jahre. ISBN 978-3-928245-76-0 (o. J., ca. 1998).
- Carl V. Scholz, Schrieverkring Weser-Ems: 2000 un mehr en Anthologie. Emden 2001, ISBN 978-3-934835-03-0.
- Florian Isensee GmbH: Plattdeutsch sprechen und verstehen en Spraaklehrbook. 1.  Auflage. Oldenburg 2016, ISBN 978-3-7308-1304-1.